# سیارک ۳۹۷۰
سیارک ۳۹۷۰ (به انگلیسی: 3970 Herran، نامگذاری:1979ME9) سه هزار و نهصد و هفتادمین سیارک کشف شده‌است که در ۲۸ ژوئن ۱۹۷۹ کشف شد.
قدر مطلق سیارک برابر ۴۴.۰ است.